# The Jack-Knife Man
The Jack-Knife Man er en amerikansk stumfilm fra 1920 af King Vidor.

## Medvirkende
- F. A. Turner som Peter Lane
- Harry Todd som 'Booge'
- Bobby Kelso som 'Buddy'
- Willis Marks som Rasmer Briggles
- Lillian Leighton som Widow Potter
- James Corrigan som George Rapp
- Claire McDowell som Lize Merdin
- Charles Arling
- Florence Vidor som Mrs. Marcia Montgomery
- Irene Yeager som Susie
- Carol Marshall som Jane
- Anna Dodge